# Rhodophiala andina
Rhodophiala andina là một loài thực vật có hoa trong họ Amaryllidaceae. Loài này được Phil. miêu tả khoa học đầu tiên năm 1873.

## Hình ảnh

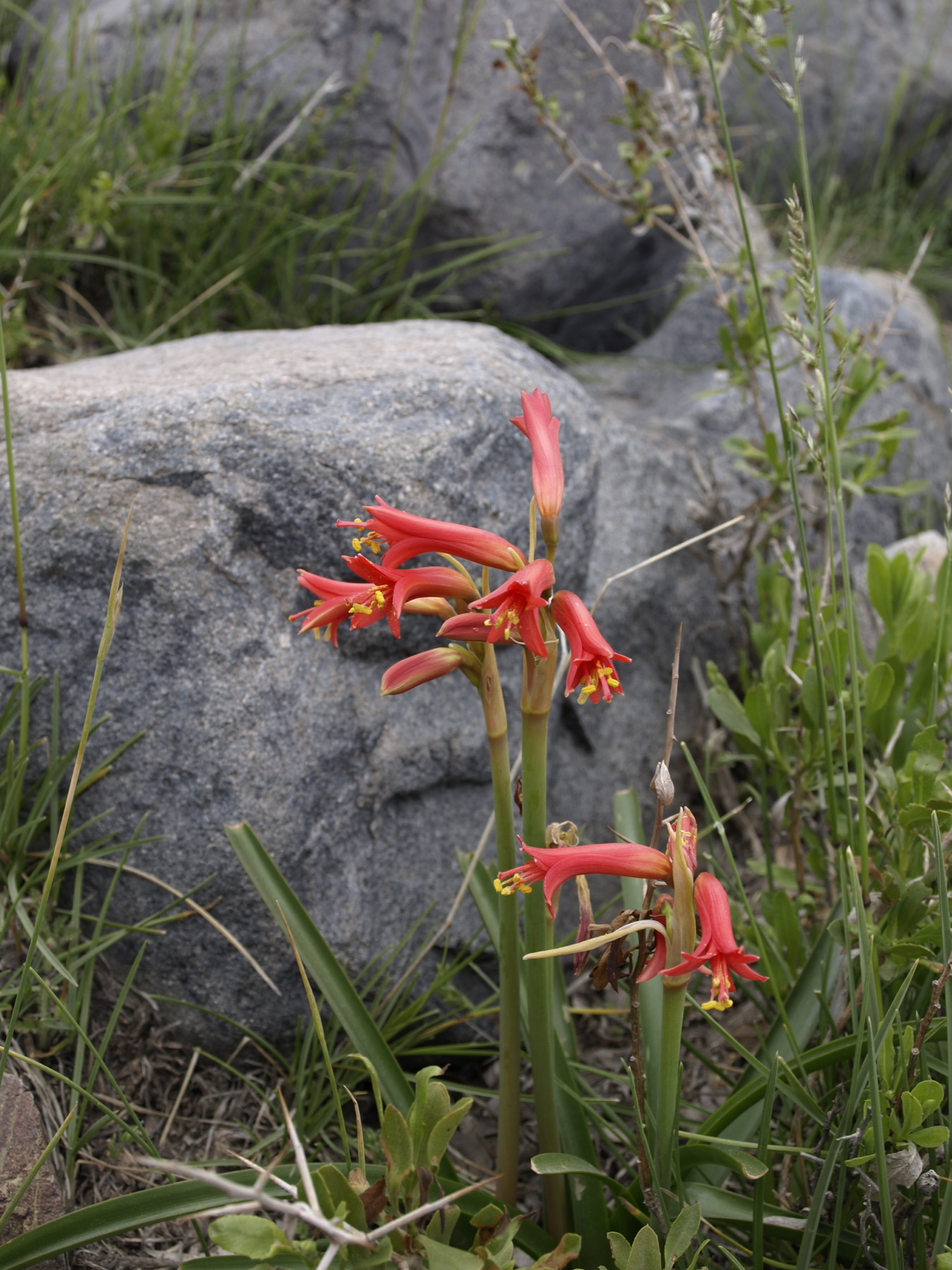